# Psilota basalis
Psilota basalis är en tvåvingeart som först beskrevs av Walker 1858.  Psilota basalis ingår i släktet sotblomflugor, och familjen blomflugor. Inga underarter finns listade i Catalogue of Life.